# Schoenocaulon officinale
Schoenocaulon officinale är en nysrotsväxtart, även kallad Sabadill, som först beskrevs av Diederich Franz Leonhard von Schlechtendal och Adelbert von Chamisso, och fick sitt nu gällande namn av Asa Gray. Schoenocaulon officinale ingår i släktet Schoenocaulon och familjen nysrotsväxter. Inga underarter finns listade.

## Bildgalleri

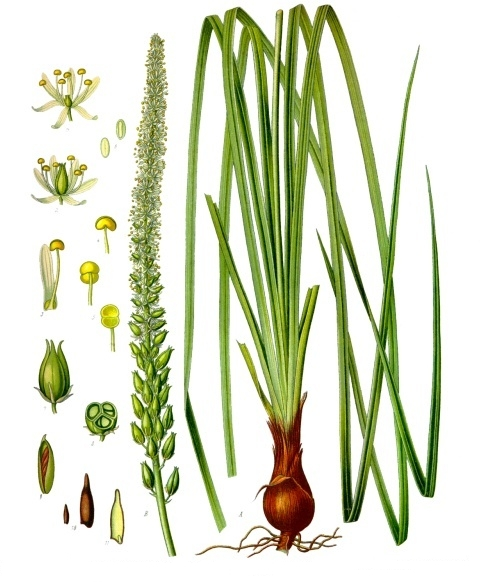